# HK Stroitel
Stroitel bildades 1947, och är en rysk bandyklubb som spelar i Ryska ligan. Säsongen 1992/1993 slutade laget på en andra plats i den Ryska ligan.